# Krasobruslení na Zimních olympijských hrách 1980
Na XIII. Olympijských hrách 1980 v Lake Placid se konaly čtyři soutěže v krasobruslení.

## Medailové pořadí zemí
| Pořadí | Země                                 | Zlato | Stříbro | Bronz | Celkově |
| ------ | ------------------------------------ | ----- | ------- | ----- | ------- |
| 1.     | Sovětský svaz (URS)                  | 2     | 1       | 1     | 4       |
| 2.     | Německá demokratická republika (GDR) | 1     | 1       | 1     | 3       |
| 3.     | Velká Británie (GBR)                 | 1     | 0       | 0     | 1       |
| 4.     | Spojené státy americké (USA)         | 0     | 1       | 1     | 2       |
| 5.     | Maďarsko (HUN)                       | 0     | 1       | 0     | 1       |
| 6.     | Západní Německo (FRG)                | 0     | 0       | 1     | 1       |
|        | Celkem                               | 4     | 4       | 4     | 12      |

## Medailisté

### Muži
| Disciplína | Zlato                                | Výkon  | Stříbro                                             | Výkon  | Bronz                                          | Výkon  |
| ---------- | ------------------------------------ | ------ | --------------------------------------------------- | ------ | ---------------------------------------------- | ------ |
| muži       | Robin Cousins · Velká Británie (GBR) | 189,48 | Jan Hoffmann · Německá demokratická republika (GDR) | 189,72 | Charles Tickner · Spojené státy americké (USA) | 187,06 |

### Ženy
| Disciplína | Zlato                                                   | Výkon  | Stříbro                                           | Výkon  | Bronz                                  | Výkon  |
| ---------- | ------------------------------------------------------- | ------ | ------------------------------------------------- | ------ | -------------------------------------- | ------ |
| ženy       | Anett Pötzschová · Německá demokratická republika (GDR) | 189,00 | Linda Fratianneová · Spojené státy americké (USA) | 188,30 | Dagmar Lurzová · Západní Německo (FRG) | 183,04 |

### Smíšené soutěže
| Disciplína        | Zlato                                                          | Výkon  | Stříbro                                                   | Výkon  | Bronz                                                                    | Výkon  |
| ----------------- | -------------------------------------------------------------- | ------ | --------------------------------------------------------- | ------ | ------------------------------------------------------------------------ | ------ |
| sportovní dvojice | Sovětský svaz (URS) · Irina Rodninová · Alexandr Zajcev        | 147,26 | Sovětský svaz (URS) · Marina Čerkasovová · Sergej Šachraj | 143,80 | Německá demokratická republika (GDR) · Manuela Magerová · Uwe Bewersdorf | 140,52 |
| taneční páry      | Sovětský svaz (URS) · Natalja Liničuková · Gennadij Karponosov | 205,48 | Maďarsko (HUN) · Krisztina Regöczyová · Andras Sallay     | 204,52 | Sovětský svaz (URS) · Irina Mojsejevová · Andrej Miněnkov                | 201,86 |